# Lasconotus complex
Lasconotus complex là một loài bọ cánh cứng trong họ Zopheridae. Loài này được LeConte miêu tả khoa học năm 1859.